# Lycium anatolicum
Lycium anatolicum är en potatisväxtart som beskrevs av A. Baytop och R. Mill. Lycium anatolicum ingår i släktet bocktörnen, och familjen potatisväxter. Inga underarter finns listade i Catalogue of Life.